# Орлов, Василий Петрович
Васи́лий Петро́вич Орло́в (1745—1801) — генерал от кавалерии, войсковой атаман Донского казачьего войска, герой Измаильского штурма, предводитель Индийского похода Павла I.

## Ранние годы
Происходил из дворян Войска Донского. Его брат Алексей, владевший в Малороссии усадьбой Матусово, выстроил там большую церковь Вознесения, а сын его Иван Алексеевич служил на Дону походным атаманом.
Родившись на Дону, Василий Петрович службу начал в 1764 году, не имея 20 лет от роду. В молодости принимал участие в походах против турок. Благодаря своему недюжинному уму и беззаветной храбрости, Орлов быстро повышался по службе и десять лет спустя был уже войсковым старшиной и командовал одним из донских казачьих полков; в марте 1776 года он был произведён в премьер-майоры, а 13 декабря 1784 года — в подполковники.

## Русско-турецкая война
Затем ему снова пришлось принять участие в русско-турецкой войне, в течение которой, за отличия, выказанные в делах против турок, он был 18 октября 1787 года награждён орденом св. Георгия 4-й степени (№ 240 по кавалерскому списку Судравского и № 466 по списку Григоровича — Степанова)
За мужественное поражение неприятеля и способствование к победе 1 октября под Кинбурном.
В том же, 1787 году, Орлов был произведён в полковники. За необычайную храбрость, проявленную при штурме Измаила, ему 26 сентября 1789 года был пожалован орден св. Георгия 3-й степени (№ 71 по кавалерским спискам)
Во Всемилостивейшем уважении усердной службы и отличной храбрости, оказанной им в деле 7-го сентября, когда он атаковал многочисленный неприятельский передовой корпус, под командою сераскира Гассан-паши, оный опрокинул.
Кроме того, 22 сентября 1789 года Орлов был произведен в бригадиры и затем получил золотую саблю «За храбрость» с алмазными украшениями. Дальнейшими наградами его были орден св. Владимира 3-й степени, чин генерал-майора (2 июля 1792 года) и бриллиантовое перо на кивер с вензелевым изображением имени императрицы Екатерины II.

## Войсковой атаман
По смерти войскового атамана Войска Донского А. И. Иловайского император Павел I решил было назначить войсковым атаманом генерала от кавалерии Ф. П. Денисова, но последний, ссылаясь на свои преклонные годы, отклонил это назначение и посоветовал императору назначить войсковым атаманом В. П. Орлова.
Назначенный войсковым атаманом Войска Донского, Орлов занимал эту должность около четырёх лет — до самой своей смерти. Во время его атаманства было произведено сравнение донских чинов с чинами регулярных полков.
17 февраля 1798 г. Орлов получил Высочайшее повеление собрать и держать 22 полка в исправной готовности к выступлению по первому повелению. Осенью эти полки были отведены им к Пинску и там шесть полков поступило в армию Суворова, а остальные некоторое время составляли демонстрацию.

## Разбирательство с калмыками

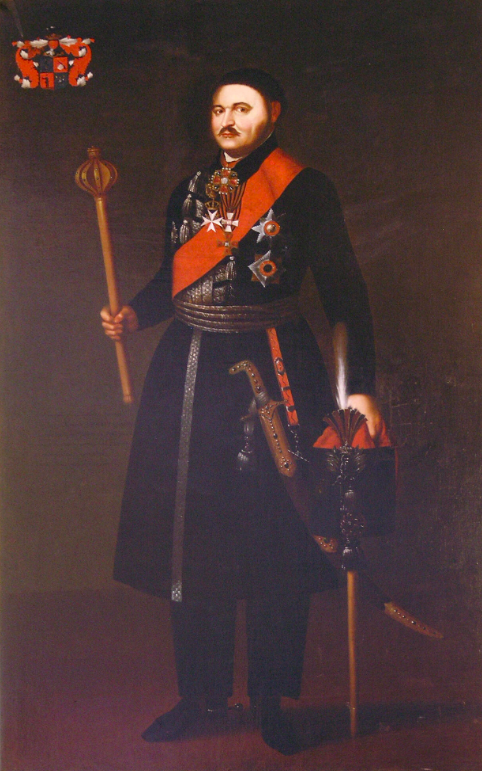
Портрет кон. XVIII в.

Также Орлов предпринял попытки урегулирования конфликта с калмыками. Суть его следующая. По уходе в январе 1771 года большой Торготской Орды в Китай, оставшиеся в России калмыки в числе 2000 кибиток разделились на четыре орды: Большую и Малую Дурботскую, Торготскую и Хошотскую, кочевавшие по правой стороне Волги до границ Войска Донского.
В 1785 году Большая Дурботская орда была причислена к казённому ведомству и разделена на четыре части, надзор над коими был вверен особым приставам. Притеснения этих приставов вынудили калмыков перекочевать в 1788 году к Дону и прожить там до 1794 года, когда они стали просить дозволения навсегда им остаться при Войске Донском, но императрица Екатерина II поручила войсковому атаману Иловайскому склонить их к переходу на левую сторону Волги, куда они и перекочевали в 1795 году.
Однако по вступлении на престол Павла I они снова стали просить о причислении их навсегда к Войску Донскому. B. П. Орлов, бывший тогда уже войсковым атаманом, поддержал их просьбу и в 1798 году император Павел I повелел причислить калмыков к Войску Донскому. Орлов составил для вновь прибывшей калмыцкой орды проект суда, под названием «сыскного начальства». Но так как ему вскоре пришлось отправиться в Пинский поход, то проект этот был представлен императору Павлу I наказным атаманом Д. И. Иловайским, но Павел I не утвердил этого проекта, а вместо Сыскного Начальства повелел учредить особое правление, которому, между прочим, было поручено «сделать поголовную перепись, в коей означить, по кибиткам или по селениям, всех калмыков, с показанием их лет» на таком точно основании, как производится подобная перепись по Войску Донскому. Эта перепись и вообще действия вышеупомянутого Правления очень не понравились калмыкам и в мае 1800 года Большая Дурботская орда в полном составе откочевала в степи Астраханской губернии.
Узнав об этом, Орлов тотчас же поехал к калмыкам, догнал их и старался уговорить возвратиться на Дон, но калмыки наотрез отказались вернуться. Побег калмыков из донских степей причинил Войску большой материальный ущерб.

## Поход в Индию
Между тем, император Павел I заключил союз с первым консулом Франции Наполеоном Бонапартом и по проекту последнего решил предпринять экспедицию в Индию.
12 января 1801 года Орлов получил повеление собрать все Войско Донское в сборные места и готовиться идти в Оренбург, где ожидать дальнейших приказаний. В другом рескрипте от того же числа объяснялась цель похода: «Индия, куда вы назначаетесь, управляется одним главным владельцем и многими малыми. Англичане имеют у них свои заведения торговые, приобретенные деньгами или оружием, то и цель вся сие разорить и угнетенных владельцев освободить и лаской привесть России в ту же зависимость в какой они у англичан и торг обратить к нам».
1 марта Орлов со всеми 40 полками Войска Донского выступил с Волги к Оренбургу, причём Орлову императором Павлом I были подарены все богатства Индии, какими ему удастся завладеть в этом походе. Однако ему удалось дойти только до реки Иргиза, где в селе Мечетном 31 марта настиг его новый рескрипт, уже за подписью императора Александра I, предписывавший казакам возвратиться на Дон.
По возвращении в Черкасск Орлов вскоре скоропостижно скончался от апоплексического удара в своем загородном доме. В течение своей службы войсковым атаманом Войска Донского он получил следующие награды: чины генерал-лейтенанта (1792 год) и генерала от кавалерии (1798 год), а также ордена св. Анны 1-й степени (1797 год), св. Александра Невского (23 мая 1799 года) и командорский большой крест ордена св. Иоанна Иерусалимского.

## Семья
В. П. Орлов был женат первым браком на Дарье Фёдоровне Денисовой, дочери графа Фёдора Петровича Денисова; вторым — на Екатерине Дмитриевна Иловайской, дочери генерала от кавалерии Д. И. Иловайского.
От первого брака имел сына Василия, от своего деда, не имевшего прямых наследников мужского пола, он получил право именоваться графом Орловым-Денисовым; был командиром лейб-гвардии Казачьего полка, с отличием участвовал в войнах против Наполеона и был генералом от кавалерии; и дочерей — Екатерину (1790—1853; замужем (с 1816 года) за графом Павлом Петровичем Паленом) и Наталью (в замужестве Сысоева).